# Schweizer Cupsieger Baseball
Der Schweizer Cup im Baseball wurde zwischen 2001 und 2008 als K.-o.-Wettbewerb ausgetragen. Durch die Umstellung des Spielmodus im Jahre 2009, das mehr Spiele mit sich brachte, wurde der Swiss Cup nicht mehr weitergeführt, 2024 aber wieder reaktiviert.

## Die Schweizer Cupsieger
2001 Bern Cardinals
2002 Therwil Flyers
2003 Zürich Barracudas
2004 Zürich Challengers
2005 Bern Cardinals
2006 Sissach Frogs
2007 Zürich Challengers
2008 Lausanne Indians
2024 Therwil Flyers

## Anzahl Cupsiege
2: Bern Cardinals, Zürich Challengers, Therwil Flyers
1: Zürich Barracudas, Sissach Frogs, Lausanne Indians